# Betaald Voetbal De Graafschap
O De Graafschap é um clube de futebol dos Países Baixos, com sede na cidade de Doetinchem, na província da Guéldria. Foi fundado em 1 de fevereiro de 1954.
Atualmente disputa a Eerste Divisie equivalente a segunda divisão holandesa.
Seus jogos como mandante são realizados no estádio De Vijverberg, cuja capacidade é de 12.500 lugares.
Presidido por Clèmence Ross, o De Graafschap possui o azul e o branco como cores principais, e mantém uma acesa rivalidade com o Vitesse. Foi no De Graafschap onde o atual treinador Guus Hiddink despontou em sua carreira como jogador.

## Títulos
- Segunda Divisão: 3 (1991, 1997, 2010)
- Última Divisão (antiga Terceira Divisão): 1 (1969)